# 1867 en Nouvelle-Écosse
Chronologie de la Nouvelle-Écosse
- 1863
- 1864
- 1865
- 1866
- 1867
- 1868
- 1869
- 1870
- 1871

Cette page concerne les événements survenus en 1867 dans la province canadienne de la Nouvelle-Écosse.

## Politique

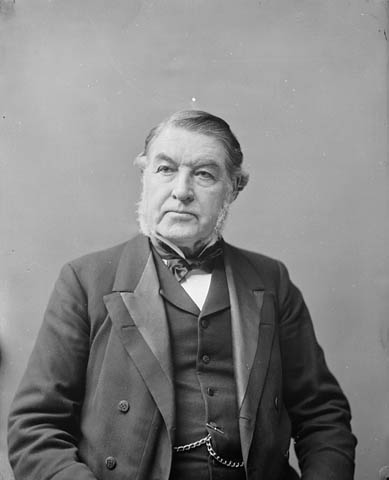
Charles Tupper

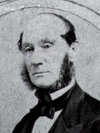
William Annand

Charles Hastings Doyle

- Premier ministre : Charles Tupper (Parti de la confédération) puis Hiram Blanchard (Parti conservateur) puis William Annand (Parti anti-confédération-libéral)
- Chef de l'Opposition : Adams George Archibald  (Parti anti-confédération-libéral) puis Hiram Blanchard (Parti conservateur)
- Lieutenant-gouverneur : Charles Hastings Doyle
- Législature : 23e (en) puis 24e (en)

## Événements
- 1er juillet : Création et indépendance du Canada ; les colonies du Canada-Uni, du Nouveau-Brunswick, et de la Nouvelle-Écosse se fédèrent pour former le Dominion du Canada.

- 18 septembre : 1er élection générale (en).

- 20 septembre : à la première élection générale canadienne, les conservateurs ont 36 sièges contre 17 libéraux et 11 libéraux-conservateurs.

- 7 novembre : William Annand devient premier ministre de Nouvelle-Écosse, remplaçant Hiram Blanchard.

- 12 décembre : l'anti-condéré-libéral William Berrian Vail (en) est réélu député provincial de Digby (en).